# Іваньково-Ленінське сільське поселення
Іва́ньково-Ле́нінське сільське поселення (рос. Иваньково-Ленинское сельское поселение) — муніципальне утворення у складі Алатирського району Чувашії, Росія. Адміністративний центр — село Іваньково-Леніно.
Станом на 2002 рік існували Іваньково-Ленінська сільська рада (село Іваньково-Леніно, селище Безбожник) та Соловйовська сільська рада (селища Соловйовський, Шуми).

## Населення
Населення — 647 осіб (2019, 914 у 2010, 1381 у 2002).

## Склад
До складу поселення входять такі населені пункти:
| Населений пункт        | Населення, осіб (2002) | Населення, осіб (2010) |
| ---------------------- | ---------------------- | ---------------------- |
| Безбожник, селище      | 2                      | 0                      |
| Іваньково-Леніно, село | 1161                   | 828                    |
| Соловйовський, селище  | 194                    | 86                     |
| Шуми, селище           | 24                     | 0                      |